# Quziabad
Quziabad (em persa: قوزي اباد, também romanizada como Qūzīābād; também conhecida como Qāẕīābād) é uma aldeia do distrito rural de Bahman, no condado de Abadeh, na província de Fars, Irã.
No censo de 2006, sua existência foi registrada, mas sua população não foi contada.